# Shelter (serie televisiva)
Shelter (Harlan Coben's Shelter) è una serie televisiva statunitense creata da Harlan e Charlotte Coben.
Basata sull'omonimo romanzo di Harlan Coben, la serie è prodotta da Final Twist Productions, MGM Television e Amazon Studios e viene pubblicata su Prime Video dal 18 agosto 2023. A novembre 2023, la serie è stata cancellata dopo una stagione.

## Trama
Mickey Bolitar, giovane promessa del basket, è appena tornato negli Stati Uniti con suo padre e sua madre, quando i tre subiscono un incidente d'auto che uccide il padre e manda la madre in ospedale. Mickey, che rivive gli attimi dell'incidente in cui un paramedico porta via suo padre nei suoi ultimi attimi di vita, è scioccato al punto da non voler più giocare a basket, convinto che egli sia la causa di quell'incidente. Vive con la zia Shira, sorella del padre, che cerca di assisterlo al suo meglio nonostante non abbia mai voluto figli. La madre, in buone condizioni di salute, è attualmente ricoverata in una clinica con disturbi da stress post-traumatico. Al primo giorno di scuola, Mickey fa la conoscenza di Ashley Kent, una bella ragazza anch'essa appena trasferita. I due legano subito, tanto da darsi appuntamento per quel pomeriggio in un bar ma Ashley non si presenta e non risponde ai suoi messaggi. Insospettito Mickey, il giorno dopo, inizia a fare domande in giro e scopre che Ashley si è misteriosamente ritirata da scuola.
Tornando a casa, entra nel giardino di una strana casa che ha attirato la sua attenzione. Dall'abitazione esce una signora anziana che lo chiama per nome, rivelandogli che suo padre è ancora vivo. Desideroso di capire chi sia quella donna e del perché abbia detto quella frase, si farà aiutare nella sua ricerca dai suoi amici Spoon e Ema.

## Episodi
| Stagione       | Episodi | Pubblicazione USA | Pubblicazione Italia |
| -------------- | ------- | ----------------- | -------------------- |
| Prima stagione | 8       | 2023              | 2023                 |

## Personaggi e interpreti

### Personaggi principali
- Mickey Bolitar, interpretato da Jaden Michael, doppiato da Lorenzo D'Agata.
Protagonista della storia, è un ragazzo che, come i suoi amici gli faranno notare, sembra avere la "sindrome dell'eroe", dovuta al fatto che non è riuscito a salvare suo padre, della cui morte si sente in colpa essendo la sua famiglia tornata negli Stati Uniti perché lui potesse giocare a basket. Lega subito con Ashley, e anche se la conosce da poco, fa di tutto per scoprire cosa le è successo ed aiutarla, seguito nella sua missione da Spoon, Ema e Rachel.
- Shira Bolitar, interpretata da Constance Zimmer, doppiata da Chiara Colizzi.
Sorella del padre di Mickey e quindi sua zia. Si prende cura del nipote dopo la morte del padre e dell'impossibilità della madre.
- Arthur "Spoon" Spindell, interpretato da Adrian Greensmith, doppiato da Riccardo Suarez.
Nerd e figlio del bidello della scuola, cerca subito di mettere a suo agio Mickey divenendo suo amico e legando anche con Ema. Non è un temerario, ma è molto intelligente e segue i suoi amici superando le sue paure.
- Ema Winslow, interpretata da Abby Corrigan, doppiata da Veronica Benassi.
Ragazza emarginata che, per la sua diversità, lega subito con Mickey e Spoon. È molto dotata artisticamente ma soffre della figura ingombrante della famosa madre attrice, motivo per il quale cerca di negare di esserne la figlia.
- Rachel Caldwell, interpretata da Sage Linder, doppiata da Emanuela Ionica.
Capitano della squadra delle cheerleader, aiuta prima Ashley ad ambientarsi e poi Mickey, suscitando la gelosia del suo fidanzato Troy.
- Troy Taylor, interpretato da Brian Altemus, doppiato da Federico Campaiola.
Capitano della squadra di basket, è un bullo che prende di mira Mickey temendo che questi possa scalzarlo dalla sua posizione. È fidanzato con Rachel ed è il figlio del capo della polizia, che sembra aver preso di mira Mickey.

### Personaggi ricorrenti
- Ashley Kent, interpretata da Samantha Bugliaro, doppiata da Margherita De Risi.
Ragazza timida appena trasferita in paese. Il primo giorno di scuola fa amicizia con Mickey, al punto da darsi appuntamento con lui, al quale però non riuscirà a presentarsi.
- Bat Lady, interpretata da Tovah Feldshuh
- Hannah Taylor, interpretata da Missi Pyle
- Mrs. Freidman , interpretata da Didi Conn e doppiata da Tiziana Avarista
- Buck Renna, interpretato da Antonio Cipriano. 
 È la spalla di Troy e bullo di Mickey.
- Angelica Wyatt, interpretata da Stephanie March e doppiata da Roberta Pellini

## Distribuzione
Il primo episodio della serie è stato proiettato in anteprima al Festival della televisione di Monte Carlo il 16 giugno 2023. I primi tre episodi sono stati poi distribuiti su Prime Video il 18 agosto 2023, con i successivi pubblicati settimanalmente sulla piattaforma fino al successivo 22 settembre. Prime Video ha annunciato a novembre 2023 la cancellazione della serie televisiva dopo una stagione.